# 블랜차드의 성전환증 유형론
블랜차드의 성전환증 유형론(Blanchard's transsexualism typology) 또는 블랜차드 자기여성애 이론(Blanchard autogynephilia theory; BAT)는 1980년대부터 1990년대까지 레이 블랜차드가 쿠르트 프로인트의 연구에 기반해 고안한 트랜스여성 성전환자 분류법이다. 블랜차드는 트랜스여성을 두 개의 집단으로 나누었다. 하나는 동성애성전환자로, 블랜차드에 따르면 동성애성전환자는 남성에게 호감 및 성애를 느끼며 그것을 위해 성전환 수술을 원한다. 다른 한 집단은 "자기여성애성전환자"로, 블랜차드에 따르면 이 부류는 자신이 여성의 몸을 가진다는 생각을 통해 성적 흥분을 느끼는 부류이다. 이 분류는 학계에서 반복적인 논쟁의 대상이 되고 있다.
이 이론의 지지자로는 앤 로렌스, 존 마이클 베일리, 제임스 칸토어 등이 있다. 이들은 동성애성전환자와 자기여성애성전환자 사이에는 성애, 성전환이 이루어지는 나이, 인종, 지능지수, 페티시즘, 신체 개조가 이루어지는 정도 등에 있어 유의미한 차이가 있다고 주장한다. 블랜차드 이론에 따르면 동성애성전환자는 비교적 빠르게, 대개 서른 줄 곶을 넘기 전에 성전환 과정을 시작한다. 동성애성전환자는 빈곤층, 비백인, 이민자 등의 배경에서 많이 발생하며, 상대적으로 지능지수가 낮고, 오로지 남성에게만 성애를 느낀다. 한편 자기여성애성전환자는 여성에게 성애를 느낄 가능성이 높지만 여성에게만 느끼는 것은 아니며, 무성애자일 수도 있다. 이들은 페티시즘적이고 성도착적인 성적 흥분을 나타낸다.
이 이론의 비판자로는 찰스 알렌 모세르, 줄리아 세라노, 제이미 빌레, 래리 너트브로크, 존 밴크로프트 등이 있다. 이들은 이 이론이 트랜스여성을 제대로 설명할 수 없으며, 성정체성을 성적지향의 문제로 축소시킨다고 주장한다.
트랜스젠더 공동체는 블랜차드 이론을 싫어한다. 이러한 비난여론은 2003년 베일리의 저서 《여왕이 되고 싶은 남자》가 출판되면서 절정에 달했다. 베일리의 책이 출판되고 나서 블랜차드는 이 이론이 행동학적 설명 이론일 뿐 성전환증 자체에 관한 해석은 추가적인 과학적 연구가 있어야 가능할 것이라고 선을 그었다. 세계 트랜스젠더 보건전문가협회(WPATH)는 증거 부족을 이유로 블랜차드 이론을 지지하지 않으며, 또한 블랜차드 이론이 트랜스젠더에 대한 낙인찍기로 작용한다고 비난하고 있다. 하지만 현재 성정체성 장애의 임상적 진단기준은 블랜차드 이론에 기반해서 이루어지고 있다. DSM-5에 수록된 “조기발병 성별불쾌감”과 “만기발병 성별불쾌감”은 거의 블랜차드의 동성애성전환증과 자기여성애성전환증을 용어만 바꿔 수록한 것이다.

## 같이 보기
- 자기여성애
- 자기남성애
- 트랜스여성
- 트랜스남성